# Acartomyia mariae
Acartomyia mariae is een muggensoort uit de familie van de steekmuggen (Culicidae). De wetenschappelijke naam van de soort is voor het eerst geldig gepubliceerd in 1903 door Sergent & Sergent.